# 火車 (電影)
《火車》（韓語：화차）是一部2012年上映的韓國電影，改編自宮部美幸的同名小說。導演邊永姝曾經憑借講述慰安婦的紀錄片《微弱的聲音》三部曲聲名鵲起，《火車》的編導歷時三年進行20多次的修改劇本後才將此作搬上銀幕。

## 劇情介紹
文浩和善英在結婚前一起回老家，途中休息時善英突然人間蒸發。心急如焚的文浩委託身為重案組警員的表哥尋找未婚妻，卻發現有關她的所有信息都是假造的。失蹤當日，她銀行帳戶餘額也被全部取走，這時才意識到這並非是一個單純的失蹤綁架案，而是一場精心策劃的陰謀......

## 演員陣容
- 李善均 飾 鄭文浩
- 金敏喜 飾 車慶善
- 趙成夏 飾 金仲根
- 宋昰昀 飾 漢娜
- 崔德文 飾 河成植
- 李熙俊 飾 羅勝柱
- 裴民熙 飾 鎬斗媽媽

### 特別出演
- 車秀妍 飾 姜善英
- 林智圭
- 金善國
- 陽恩容

## 外部連結
- NAVER電影 （页面存档备份，存于）
- KBS WORLD影像檔案（中文）